# Ralf Reichenbach
Ralf Reichenbach (Wiesbaden, 31 luglio 1950 – Berlino, 12 febbraio 1998) è stato un pesista tedesco, vincitore di un argento europeo a Roma 1974.
Conclusa la sua carriera sportiva confessò di aver fatto largo uso di steroidi anabolizzanti, sin dall'età di 19 anni, per migliorare le sue prestazioni. Muore improvvisamente nel 1998 all'età di 47 anni a causa di un arresto cardiaco provocato secondo molti dal suo abuso di sostanze dopanti.

## Palmarès
| Anno | Manifestazione | Sede              | Evento         | Risultato | Misura  | Note |
| ---- | -------------- | ----------------- | -------------- | --------- | ------- | ---- |
| 1971 | Europei indoor | Sofia             | Getto del peso | 6º        | 18,65 m |      |
| 1971 | Europei        | Helsinki          | Getto del peso | 11º       | 18,74 m |      |
| 1972 | Olimpiadi      | Monaco di Baviera | Getto del peso | 13º       | 19,48 m |      |
| 1974 | Europei        | Roma              | Getto del peso | Argento   | 20,38 m |      |
| 1976 | Olimpiadi      | Montréal          | Getto del peso | 13º       | 19,31 m |      |
| 1977 | Europei indoor | San Sebastián     | Getto del peso | 6º        | 19,43 m |      |